# Ludwig Gottfried Blanc
Ludwig Gottfried Blanc (* 12. September 1781 in Berlin; † 18. April 1866 in Halle (Saale)) war ein deutscher reformierter Pfarrer und Romanist.

## Leben
Blanc war von 1805 bis 1807 Hilfsprediger an der Werderschen Kirche in Berlin und anschließend zweiter Prediger der französisch-reformierten Gemeinde in Halle an der Saale. 1809 wurde er durch die Vereinigung seiner Gemeinde mit der deutsch-reformierten Dritter Domprediger am Halleschen Dom. Von 1813 bis 1815 war er preußischer Feldprediger und kehrte dann nach Halle zurück, wo er ab 1822 zusätzlich außerordentlicher Professor und ab 1833 ordentlicher Professor für romanische Sprachen und Literatur an der Universität wurde. 1838 stieg er zum Zweiten Domprediger auf und war in dieser Eigenschaft ein Kurator des v. Jenaischen Fräuleinstifts, dessen Stiftsdamen zur Domgemeinde in Halle gehörten. Blanc war zudem Mitglied der Hallenser Freimaurerloge Zu den drei Degen. 1860 ließ er sich als Domprediger emeritieren, behielt aber die Professur bei.
Ab 1821/24 veröffentlichte er in mehreren weiteren Auflagen das Handbuch des Wissenswürdigsten aus der Natur und Geschichte der Erde und ihrer Bewohner. 1864 veröffentlichte er seine Übersetzung von Dante Alighieris Göttlicher Komödie.
Wegen seiner Dienste als Feldprediger erhielt Blanc das Eiserne Kreuz am schwarzen Bande. Zu seinem Ordinationsjubiläum 1855 wurde ihm der Rote Adlerorden 4. Klasse sowie die Ehrendoktorwürde der Theologischen Fakultät Halle verliehen.

## Werke (Auswahl)
- Die Göttliche Komödie des Dante Allighieri. Übersetzt und erläutert von L[udwig] G[ottfried] Blanc. Mit einem Bildnisse Dante’s von Prof. Julius Thäter. Verlag der Buchhandlung des Waisenhauses, Halle [a.d.S.] 1864, 592 Seiten.